# Félix Alexis Destremau
Pour les articles homonymes, voir Destremau.
Félix Destremau, né à Besançon le 17 janvier 1868 et mort à Sfax le 6 mai 1945, est un général français.
Général de brigade à la fin de la Première Guerre mondiale, il est ensuite en mission en Tchécoslovaquie, puis devient général de division.

## Biographie
Fils du chef d'escadron d'état-major Arthur Destremau, et de Marie Dromard, Félix Destremau fait ses études au collège Stanislas puis à l'école spéciale militaire de Saint-Cyr dans la 72e promotion Tombouctou (1887-1889, promotion des généraux Mangin, Messimy et Mordacq) et choisit la cavalerie à sa sortie d'école. Affecté dans des régiments de cuirassiers, de hussards et de dragons, il est breveté de l'École Supérieure de Guerre en 1905.
Du 12 février au 11 décembre 1915, avec le grade de colonel, il commande le 15e régiment de Chasseurs. Nommé Directeur de la cavalerie en 1915 dans le ministère Galliéni, il commande ensuite le 1er Cuirassiers puis devient général de brigade le 7 février 1918. Entre 1917 et 1918, il commande successivement les 122e, 310e et 92e brigades d'infanterie, puis par intérim l'infanterie de la 134e division. Il passe ensuite commandant de l'infanterie de la 1re division de cavalerie à pied.
Après la fin de la Première Guerre mondiale, il fait partie de la mission militaire française en Tchécoslovaquie comme adjoint du général Maurice Pellé. En avril 1920, il commande 4 divisions à Hradec Králové.
Il suit les cours du Centre des Hautes Études Militaires en 1923.
Il devient général de division le 12 août 1925. Il commande ensuite la 6e division de cavalerie à Colmar, puis la 5e division de cavalerie à Lyon, comme gouverneur militaire.
Son frère Maxime (1875-1915), lieutenant de vaisseau, s'est fait connaître par la défense de Papeete lors de l'attaque allemande du 22 septembre 1914.
Félix Destremau est placé dans la section de réserve le 17 janvier 1930. De son mariage avec Renée Malinet sont issus quatre enfants.
Cavalier accompli ayant monté en course, Félix Destremau alors lieutenant-colonel a été capitaine de l'équipe de France de concours complet d'équitation aux Jeux Olympiques de Stockholm de 1912.[réf. souhaitée]

## Décorations
- : Commandeur de la Légion d'honneur le juillet 1927[6].
- : Croix de guerre 1914-1918, six citations.
- : Compagnon de l'ordre du Bain
- : Grand officier du Nichan Iftikhar, Tunisie, 26 août 1920.
- : Grand officier du Nichan El-Anouar, Tadjourah, 18 mai 1924.